# Phare de Pengjia
Le phare de Pengjia (chinois: 彭家燈塔; pinyin: Péngjiā dēngtǎ) est un phare situé sur l'îlot Pengjia, dans le district de Zhongzheng sous la juridiction de Keelung, à Taïwan (République de Chine).

## Histoire
La première phase de construction du phare débuta en 1906 et s'acheva en 1908. Sa mise en service commença le 20 septembre 1909. En décembre 2015, il fut désigné site historique par le gouvernement de la ville de Keelung. 

## Architecture
Le phare fut conçu avec une structure tubulaire en brique et équipé d’une lampe à huile incandescente d’une hauteur de 26,2 mètres. Le phare est actuellement tenu par cinq ouvriers. 